# Puchar Polski w piłce nożnej kobiet (2011/2012)
Puchar Polski w piłce nożnej kobiet (2011/2012) – turniej o kobiecy Puchar Polski w piłce nożnej, zorganizowany przez Polski Związek Piłki Nożnej na przełomie 2011 i 2012 roku. Tytuł zdobył RTP Unia Racibórz, pokonując w finale Medyk Konin 3:1.

## Wyniki

### 1/8 finału
| 9 listopada 2011 14.00 CET | KKS Bogdańczowice | 0:150:8 | RTP Unia Racibórz · Okoro 3', 18', 86' · Chudzik 9' · Wiśniewska 16', 19', 45', 80' · Tarczyńska 17' · Pożerska 28' · Żelazko 48', 69', 78' · Krupa 78' · Landeka 84' |  |
|                            |                   |         | |  |

| 9 listopada 2011 13.00 CET | Kinga Krasnystaw | 0:3 | AZS PSW Biała Podlaska · Niewolna · Żak |  |
|                            |                  |     |                                         |  |

| 9 listopada 2011 17.15 CET | KKP II Bydgoszcz · Siekierska 25' · Makowska 39', 90' · Raczkowska 87' | 4:02:0 | Pogoń Women Szczecin |  |
|                            |                                                                        |        |                      |  |

| 16 października 2011 | Praga Warszawa · ? | 2:6 | Górnik Łęczna · Dudek 1', 46' · Lisowska 2' (k.) · Stępniewska 12' · Podsiadła 26' · Guściora 30' |  |
|                      |                    |     |                                                                                                   |  |

| 10 listopada 2011 13.30 CET | 1.FC II Katowice (2) · Bochra 90' | 1:1 (k. 4:2)0:0 | Mitech Żywiec · Kuśnierz 60' |  |
|                             |                                   |                 |                              |  |

| 9 listopada 2011 14.00 CET | Medyk II Konin · Gradecka 34' | 0:1 | AZS Wrocław |  |
|                            |                               |     |             |  |

| 10 listopada 2011 13.30 CET | AZS UJ Kraków · Zapała · Gruszka · Kasprzycka · Bartosiewicz · Ładocha | 11:0 | 1.FC Katowice (2) |  |
|                             |                                                                        |      |                   |  |

| 6 listopada 2011 12.00 CET | Pogoń II Women Szczecin | 0:20:0 | Medyk Konin · Gawrońska 64' (k.), 74' |  |
|                            |                         |        |                                       |  |

### Ćwierćfinały
| 11 kwietnia 2012 15.00 CET | AZS PSW Biała Podlaska | 0:70:3 | RTP Unia Racibórz · Jaszek 15' · Ištóková 30' · Krupa 45' · Pożerska 61' · Okoro 80' · Pawlak 87' · Tarczyńska 89' |  |
|                            |                        |        | |  |

| 11 marca 2012 13.00 CET | KKP II Bydgoszcz | 0:20:1 | Górnik Łęczna · Sznyrowska 43' · Ələkbərova 82' (k.) |  |
|                         |                  |        |                                                      |  |

| 10 kwietnia 2012 16.00 CET | 1.FC II Katowice (2) | 0:0 (k. 2:4) | AZS Wrocław |  |
|                            |                      |              |             |  |

| 11 kwietnia 2012 16.00 CET | AZS UJ Kraków | 0:9 | Medyk Konin · Gawrońska · Sałata · Pakulska · Woźniak |  |
|                            |               |     |                                                       |  |

### Półfinały
| 21 kwietnia 2012 16.00 CET | RTP Unia Racibórz · Tarczyńska 6' · Okoro 20', 55' · Pożerska 56' | 4:12:0 | Górnik Łęczna · Sznyrowska 58' |  |
|                            |                                                                   |        |                                |  |

| 21 kwietnia 2012 13.00 CET | AZS Wrocław | 0:50:3 | Medyk Konin · Sikora 3' · Lichtenstein 17' · Gawrońska 27', 67' · Pakulska 90' |  |
|                            |             |        |                                                                                |  |

### Finał
| 6 czerwca 2012 17.00 CET | RTP Unia Racibórz · Wiśniewska 11', 52' · Okoro 86' | 3:11:0 | Medyk Konin · Woźniak 67' | Stadion Miejski, Toruń Sędzia: Justyna Zając, Gorzów Wielkopolski |
|                          |                                                     |        |                           |                                                                   |